# Orde van Verdienste van de Pruisische Kroon
In 1901 was het 200 jaar geleden dat keurvorst Frederik van Brandenburg als Frederik I van Pruisen in Koningsbergen tot koning "in" Pruisen gekroond werd en de Hoge Orde van de Zwarte Adelaar instelde. Om deze mijlpaal in de geschiedenis van zijn geslacht te herdenken stelde Wilhelm II van Duitsland, keizer van Duitsland en koning van Pruisen op 18 januari 1901 een Orde van Verdienste van de Pruisische Kroon (Duits: "Verdienstorden der Preußischen Krone") in.
De Orde had een enkele graad en de orde kon voor "bijzondere verdiensten voor de Pruisische kroon"  met of zonder zwaarden worden verleend. Volgens de statuten was het de tweede Ridderorde in het koninkrijk en werd de ster na die van de Hoge Orde van de Zwarte Adelaar en voor de oude Orde van de Rode Adelaar gedragen.
Het lint was lichtblauw met twee oranje strepen.
Dragers van de Orde
- Generaal Konrad Ernst von Goßler 1917
- Generaal Franz Conrad von Hötzendorf. 1910
- Jules Greindl, 24 mei 1912. Hij was 24 jaar Belgisch ambassadeur in Pruisen.